# Gold Diggers of 1937
Gold Diggers of 1937 is een Amerikaanse muziekfilm uit 1937 onder regie van Lloyd Bacon. Destijds werd de film in Nederland uitgebracht onder de titel Golddiggers van 1937.

## Verhaal
De theaterproducent J.J. Hobart wil een nieuwe voorstelling op touw zetten, maar zijn beide vennoten hebben hun geld al uitgegeven. De verkoper Rosmer Peck is smoorverliefd op de ex-zangeres Norma Perry. Haar vriendin Genevieve Larkin doet intussen een poging om een van de compagnons van Hobart op te lichten. Ze beramen een plannetje om het uitgegeven geld terug te krijgen.

## Rolverdeling
| Acteur              | Personage        |
| ------------------- | ---------------- |
| Dick Powell         | Rosmer Peck      |
| Joan Blondell       | Norma Perry      |
| Glenda Farrell      | Genevieve Larkin |
| Victor Moore        | J.J. Hobart      |
| Lee Dixon           | Boop Oglethorpe  |
| Osgood Perkins      | Morty Wethered   |
| Charles D. Brown    | Hugo             |
| Rosalind Marquis    | Sally            |
| Irene Ware          | Irene            |
| William B. Davidson | Andy Callahan    |
| Olin Howland        | Dr. McDuffy      |
| Charles Halton      | Dr. Bell         |
| Paul Irving         | Dr. Warshof      |
| Harry C. Bradley    | Dr. Henry        |
| Joseph Crehan       | Voorzitter       |